# Lidia Axionova
Pour les articles homonymes, voir Axionova.
Lidia Axionova (en russe : Лидия Валериановна Аксёнова ; en roumain : Lidia Axionov ; en anglais : Lydia Axionova ; 19 juillet 1923, Pokrovsk – 18 septembre 2019, Chișinău) est une cheffe d'orchestre, pédagogue, théoricienne de la direction et écrivaine musicale soviétique et moldave. Première femme à diriger un orchestre symphonique en Moldavie et première professeure de direction chorale dans ce pays, elle est reconnue comme Artiste émérite de Moldavie.

## Biographie

### Jeunesse et formation
Née le 19 juillet 1923 à Pokrovsk (aujourd'hui Engels, Oblast de Saratov, Russie), Lidia Axionova est la fille de l'avocat Valerian Mikhaïlovitch Axionov et de l'enseignante Klavdia Ivanovna Axionova (née Jivaeva). Elle a un frère aîné, Vladimir Axionov. En raison des succès judiciaires de son père dans les années 1920 à Saratov, Kazan, Samara et Moscou, qui suscitent le mécontentement de l’OGPU, la famille déménage à Balzer (aujourd’hui Krasnoarmeïsk).
Excellente élève, Lidia pratique le ballet, la peinture, le sport et prend des leçons de piano. Elle chante également lors des soirées familiales. En 1941, après un diplôme avec mention et une médaille pour ses résultats scolaires, elle souhaite entrer au conservatoire, mais la Seconde Guerre mondiale éclate. Par ordre du Commissariat du peuple à l'Éducation, elle enseigne l’allemand dans son école pendant un an. En 1942, elle s’inscrit à l’Institut médical de Saratov tout en travaillant comme infirmière dans un hôpital militaire.
Lors d’un concert à l’institut médical, elle interprète Voix printanières de Johann Strauss II, impressionnant la professeure du Conservatoire de Saratov, Alevtina Paskhalova. Cette dernière l’invite à passer une audition, où elle est acceptée par le professeur Nazari Raïski, qui loue son talent vocal naturel. En 1944, Lidia abandonne ses études médicales pour rejoindre le Conservatoire de Saratov, où elle étudie avec Alevtina Paskhalova.
Au conservatoire, elle rencontre Max Fishman, pianiste polonais, participant à la résistance polonaise et emprisonné cinq ans dans un camp du Goulag. Ils se marient en 1945. Le couple est envoyé à Minsk pour étudier à l’Académie d'État de musique de Biélorussie. Après la naissance de leur premier fils en 1946, Lidia perd sa voix et, sur les conseils de Paskhalova, se tourne vers la direction symphonique, puis chorale.
Selon la docteure en musicologie Larisa Balaban, Lidia Axionova est une disciple des pédagogues S. L. Ratner et N. F. Maslov, héritière des traditions russes de direction chorale et symphonique. Elle écrit :

« Sa « généalogie » en direction symphonique, par l’intermédiaire de S. L. Ratner, remonte à Ilia Moussine, Nikolaï Malko, Nicolas Tcherepnine et Nikolaï Rimski-Korsakov. En direction chorale, son ascendance musicale, via N. F. Maslov, passe par les élèves de Rimski-Korsakov, Mikhaïl Ippolitov-Ivanov et Pavel Tchesnokov. »

### Carrière en Moldavie
Après avoir obtenu son diplôme du Conservatoire en 1952, Lidia Axionova reçoit une proposition d’enseigner à l’Académie d'État de musique de Biélorussie et de devenir cheffe de chœur du Chœur académique d'État de Biélorussie sous la direction de Grigori Chirma, où elle avait effectué son stage de fin d’études. Cependant, les campagnes anti-cosmopolites en URSS empêchent Max Fishman de trouver un emploi à Minsk. Le couple s’installe à Homiel, puis, sur recommandation de Grigori Chirma, à Chișinău, où ils enseignent à l’Académie de musique, théâtre et arts plastiques de Chișinău.
Lidia Axionova joue un rôle clé dans le développement de l’art choral moldave. Elle dirige le département de direction chorale, l’orchestre du Théâtre dramatique russe A. P. Tchekhov, le chœur du conservatoire et prépare des spectacles d’opéra. Première femme à diriger un orchestre symphonique en Moldavie, elle devient également la première professeure de direction chorale du pays.
De 1964 à 1979, elle dirige le chœur de l’École musicale spéciale E. Coca, avec un répertoire de près de 200 œuvres, incluant des classiques russes, étrangers, de la musique sacrée et de l’avant-garde. Ce chœur inspire des compositeurs moldaves à écrire pour enfants. Un film, Ma Moldavie, est réalisé sur cet ensemble, qui se produit sur des scènes prestigieuses et à la radio-télévision.

### Pédagogie
Le chœur de l’École E. Coca devient un centre méthodologique pour l’éducation chorale en Moldavie, accueillant des leçons ouvertes et des conférences pour des pédagogues soviétiques. Plus de 1 000 jeunes choristes sont formés par Axionova, beaucoup devenant des figures majeures de l’art moldave. Elle initie le Festival de la chanson, dirigeant des chœurs de 700 à 10 000 enfants,.
Pendant plus de 70 ans, Axionova forme plus de 350 spécialistes. Sa méthode de direction chorale, reconnue au-delà de la Moldavie, est transmise de génération en génération. Elle rédige des manuels, des répertoires et des programmes pédagogiques, dont certains sont publiés à Chișinău et Moscou, d’autres conservés à la bibliothèque de l’AMTAP.
Lidia Axionova meurt le 18 septembre 2019 à Chișinău et est inhumée au cimetière Saint-Lazare, aux côtés de son mari. Dans une étude publiée en février 2023 dans AVA.MD, les musicologues Olga Bejenaru et Veronika Kazhdan écrivent :

« En se remémorant aujourd’hui la professeure, nous prenons plus que jamais conscience de l’ampleur de sa personnalité, qui combinait de manière remarquable l’intelligence et le dévouement à l’art, la profondeur et la sagesse spirituelle, la bienveillance et une sensibilité innée, une prestance majestueuse et une fragilité intérieure. Son nom – Lidia Valerianovna Axionova – est déjà inscrit dans ce livre d’or réservé aux grands. »

## Élèves
Parmi les élèves d’Axionova figurent des musiciens et pédagogues renommés, dont :
- Teodor Zgureanu, Artiste du peuple de Moldavie, professeur, chef de chœur de la chapelle « Doïna » et du chœur « Moldova ».
- Sofia Rotaru, Artiste du peuple de l'URSS, Héroïne de l'Ukraine, chanteuse célèbre.
- Ilona Stepan, Artiste du peuple de Moldavie, professeure, cheffe de la chapelle « Doïna » et du Chœur national de chambre.
- Eduard Markin, Artiste du peuple de Russie, professeur, fondateur du Chœur de chambre de Vladimir.
- Svetlana Popova, Artiste du peuple de Moldavie, cheffe d’orchestre au Théâtre national d'opéra et de ballet de Moldavie.
- Nicolae Ciolac, professeur, ancien chef du département de l’Institut des arts G. Muzicescu.
- Tatiana Tverdohleb, Artiste du peuple de Transnistrie, professeure, rectrice du Collège supérieur de musique A. G. Rubinstein de Transnistrie (2005–2013), directrice artistique et cheffe du Chœur d’État de Transnistrie.
- Ivan Melnik, pédagogue, chef de chœur liturgique.
- Mikhail Magalnik — Artiste émérite d'Ukraine, a été chef d'orchestre principal du Théâtre musical et dramatique ukrainien de la région de Crimée.
- Vasiliy Kondrya — Artiste émérite de Moldavie, professeur de direction chorale à l'Académie de Musique, de Théâtre et des Arts plastiques de Moldavie, a été chef de chœur principal du Théâtre National d'Opéra et de Ballet de la République de Moldavie.
- Ekaterina Yankovskaya — Travailleuse culturelle émérite de la RSSM et de la Transnistrie, professeure associée au Collège supérieur de musique A. G. Rubinstein de Transnistrie, fondatrice, directrice artistique et chef d'orchestre principale du studio musical et choral pour enfants « Firichel » (Tiraspol).
- Veronika Galescu — Artiste émérite de Moldavie, a été doyenne de la faculté de l'Académie de Musique, de Théâtre et des Arts plastiques de Moldavie, travaille actuellement en Allemagne.
- Alexeï Vinogradski, ancien chef de chœur et chef d’orchestre principal au Théâtre national d’opéra et de ballet de Moldavie, puis directeur de chœurs à l’Opéra d’État d’Ankara, à l’Opéra et Ballet d’État d’Izmir, de Samsun et de Mersin (Turquie).
- Natalia Konstantin (Sprîncean) — Cheffe du pupitre des altos, cheffe d'orchestre du chœur philharmonique d'État « Transilvania » de Cluj-Napoca (Roumanie).
- Larisa Balaban, docteure en musicologie, professeure associée à l’Académie de musique, théâtre et arts plastiques de Chișinău.
- Luminița Guțanu, docteure en musicologie, professeure associée à l’Académie de musique, théâtre et arts plastiques de Chișinău, cheffe principale de plusieurs ensembles choraux en Roumanie.
- Svetlana Silotch, professeure à l’« ARS Escuela de Música y Danza » et à l’« AfinArte, escuela de música y baile », directrice artistique et cheffe principale des ensembles choraux « Coral Almayrit » et « Galileo » à Madrid (Espagne).
- Veronika Garștea, Artiste du peuple de l'URSS, professeure, directrice artistique et cheffe principale de la chapelle « Doïna » (a suivi des cours de littérature chorale et de lecture de partitions chorales auprès de Lidia Axionova)[9].

## Famille
- Père : Valerian Mikhaïlovitch Axionov (1894–1980), avocat réputé[10].
- Mère : Klavdia Ivanovna Axionova (née Jivaeva, 1892–1967), enseignante, décorée de l’Ordre de Lénine[11].
- Frère : Vladimir Valerianovitch Aksenov (1919–1998), ingénieur-chimiste, participant à la Grande Guerre patriotique, homme d’État et dirigeant économique[12].
- Époux : Max Fishman (1915–1985), compositeur, pianiste, pédagogue[13].
- Fils : Băno Axionov (né en 1946), acteur, metteur en scène, Artiste émérite de Moldavie[14].
- Fils : Artur Aksenov (né en 1956), pianiste, professeur à l’Académie russe de musique Gnessine et à la Levine Music à Washington, D.C.[15],[16].

## Distinctions
- Médaille du Vétéran du Travail (URSS)
- Artiste émérite de Moldavie
- Ordre de la Gloire du Travail (Moldavie)
- Ordre de l'Honneur (Moldavie, 2013)

## Publications
- Axionova, L. V. Répétitions avec un chœur (Kichinev : Cartea Moldovenească, 1966, 56 p.)
- Axionova, L. V. « Chansons de Biélorussie », Sovietskaïa Moldavia (Kichinev, 1970)
- Axionova, L. V., Bogdanovski, E. M. Musique chorale moldave (Kichinev : Cartea Moldoveneasca, 1972, 52 p.)
- Axionova, L. V. Classe chorale dans une école musicale spécialisée (Moscou, 1973)
- Axionova, L. V. Cours sur la littérature chorale étrangère (Kichinev : AMTAP, 1976, bibliothèque AMTAP)
- Axionova, L. V. Littérature chorale soviétique, partie 1 et 2 (Kichinev : AMTAP, 1977–1978, bibliothèque AMTAP)
- Axionova, L. V. Rôle de l’Institut des arts dans le chant choral enfantin en Moldavie (Kichinev, 1980)
- Axionova, L. V. Formation des jeunes spécialistes dans les établissements culturels (Kichinev, 1980)
- Axionova, L. V. « Vie dans la musique : sur G. Strezev » Vetcherni Kichinev (7 juillet 1994)
- Axionova, L. V. Georgi Strezev (Kichinev : Inessa, 2003, 96 p.)
- Axionova, L. V. Compositeurs moldaves pour enfants (Kichinev : AMTAP, 2008, 30 p.,  (ISBN 978-9975-9999-4-6))